# Juan Piñera
Juan Piñera (La Habana, Cuba, 18 de janeiro de 1949) é um excelente músico cubano que, durante sua longa carreira, cobriu um amplo espectro como instrumentista, compositor, professor e consultor musical.

## Formação acadêmica
Juan Piñera recebeu suas primeiras liçãos de piano de sua irmã Ninfa María Piñera Depois de algum tempo, continuou seus estudos de piano com os professores cubanos César Pérez Sentenat e Silvio Rodríguez Cárdenas no Conservatório Alejandro García Caturla em Marianao,Habana. Ao mesmo tempo, estudou com a clavicembalista argentina Lidia Guerberof.
Em 1968, Piñera foi para a Escola Nacional de Artes, onde continuou seu treinamento de piano com os professores Silvio Rodríguez Cárdenas, Ninowska Fernández-Britto e Ana Martínez Estrada. Depois de se formar em 1972, estudou composição musical com José Ardévol e Roberto Valera na Instituto Superior de Arte (ISA).[carece de fontes?]

## Atividade profissional
Como compositor, Piñera recebeu inúmeras comissões para compor músicas para peças de teatro, talentos como Il Piacere, Amor con amor se paga e La taza de café. Ele colaborou mesmo com companhias de dança como Danza Contemporánea de Cuba, o Conjunto Folklórico Nacional, Danza del Caribe, Danza Combinatoria e o Ballet Nacional de Cuba, para o qual ele compôs a música original de três obras de dança. Piñera ha producido y dirigido un programa semanal de radio dedicado a promover la música contemporánea.
Piñera foi um dos fundadores do Laboratorio Nacional de Música Electroacústica.

## Composições
Juan Piñera criou um extenso catálogo que inclui inúmeras composições para solistas, sinfônicos, vocais e de câmara, além de programas de televisão, filmes e música didática. Ele foi um dos fundadores do Laboratório Nacional de Música Eletroacústica em Cuba, onde ele compôs um extenso catálogo de peças que incluem:“Pirandelliana”, para mídia eletroacústica e dois atores, “Tres de  Dos”, “Imago”, para violão e
mídia elctroacústica, “Germinal”, “Cuando el Aura es Áurea, o la muy triste historia de los ocho minutos con treinta y ocho segundos” (para saxofone soprano e mídia elctroacústica, “Pampano y Cascabel”, para violão e mídia elctroacústica e  “Opus 28 No.1, o de la Gota de Agua”, para mídia electroacústica.

## Prémios
Entre muitos outros, Piñera recebeu dois importantes prêmios (por obras sinfônicas e eletroacústicas) da União Nacional de Escritores e Artistas de Cuba (UNEAC) e um primeiro prêmio no concurso internacional de Música Experimental de Bourges, em 1984.